# 萌男友
《萌男友》（萌えカレ!!!）為池山田剛的日本漫畫作品。在Sho-Comi(小學館)2005年第3、4合併號連載至2006年第14號完結。單行本全7卷。

## 故事簡介
女主角若宮光在某一天在街上被不良少年欺負時，被突然出現的男孩子壹川新相救；本來光還以為出現了夢中的白馬王子，卻突然被壹川新奪走了初吻。之後，若宮光在參加的聯誼上偶然認識了與壹川新極為相似的男孩子本田寶，本田寶雖然和壹川新長得相同的臉蛋，但兩人的氣質正好相反。若宮光為了本田寶而拼了命讀書，而終於考上了本田寶所就讀的明青高中，卻在開學典禮的當天與壹川新不期而遇，三人的高中生活就此展開。

## 人物介紹
若宫光（聲優：山本麻里安 (廣播劇CD、電子書籍）
個性天真又專情。櫻華女子中學三年級學生，在女校長大，非常喜歡少女漫畫（超愛幻想）。被新稱作「小雉雞」。
後來與寶及新就讀同一所高中。剛開始喜歡寶，而且成功的跟心儀的寶交往，但最後還是分手。在後來發現自己喜歡的人原來是新。
壹川新（聲優：立花慎之介(廣播劇CD、電子書籍）
寶的同父異母弟弟，唯一和寶不同的是有雙藍色眼睛。喜歡光，但總是沒辦法坦率的表達，而一直欺負光。一直把光稱作「小雉雞」，後來交往後直稱「光」。
本田寶（聲優：森田成一(廣播劇CD、電子書籍）
明青高中一年級學生，空手道部部長，雖然在學校很有人氣，但是是個硬派，對女孩子沒多大興趣，一開始把光當作妹妹。后來再發覺自己喜歡光。
小早川亞美
新轉來的同班同學，跟寶是青梅竹馬。在中學2年級時與寶一樣為空手道部。喜歡寶，知道寶真正喜歡的人是光。

## 出版書籍
| 卷數 | 小學館         | 小學館                 | 東立出版社     | 東立出版社             |
| 卷數 | 發售日期       | ISBN                   | 發售日期       | ISBN                   |
| ---- | -------------- | ---------------------- | -------------- | ---------------------- |
| 1    | 2005年7月26日  | ISBN 978-4-09-138349-5 | 2006年4月19日  | ISBN 986-11-8268-3     |
| 2    | 2005年8月26日  | ISBN 978-4-09-138350-1 | 2006年4月19日  | ISBN 986-11-8269-1     |
| 3    | 2005年10月26日 | ISBN 978-4-09-130215-1 | 2006年5月18日  | ISBN 986-11-8270-5     |
| 4    | 2006年1月26日  | ISBN 978-4-09-130304-2 | 2006年5月18日  | ISBN 986-11-8271-3     |
| 5    | 2006年4月26日  | ISBN 978-4-09-130410-0 | 2006年8月30日  | ISBN 986-11-8438-4     |
| 6    | 2006年7月26日  | ISBN 978-4-09-130534-3 | 2006年11月14日 | ISBN 986-11-8858-4     |
| 7    | 2006年9月26日  | ISBN 978-4-09-130577-0 | 2007年1月23日  | ISBN 978-986-11-9116-4 |

## 外部連結
- 小學館 （页面存档备份，存于）
- 小學館- Sho-Comi
- Sho-Comi漫画家情報：池山田剛（いけやまだごう）
- 東立出版社 - 萌男友